# حرب الهراوة
حرب الهراوة (بالفنلندية Nuijasota، بالسويدية Klubbekriget) انتفاضة للفلاحين في ما يعرف اليوم بفنلندا سنة 1596 ضمن مملكة السويد ضد استغلال النبلاء والعسكريين . استمدت الانتفاضة اسمها من حقيقة أن الفلاحين لم يكونوا قادريين على شراء السيوف ثنائية المقبض أو الرماح أو الخيول أو البنادق القادرة على اختراق درع الفرسان الحصين، فسلحوا أنفسهم مع بصولجانات وهراوات حديدية وغيرها من الأسلحة غير الحادة. استولى الفلاحون على نوكيا و انتصروا باشتبكات عدة ضد قوات صغيرة من سلاح الفرسان، ولكن كلاس فليمينغ ألحق بهم هزيمة حاسم في 1-2 يناير 1597. فر زعيمهم يآلكو إيلكا ، و لكن قـُبض عليه في غضون أسابيع وأُعدم لاحقاً. تكبدت موجة الثورة الثانية في إيمايوكي خسارة حاسمة بمعركة سانتافووري يوم 24 فبراير. قـُتل ما يقرب من ثلاثة آلاف شخص في هذا التمرد.
‌